# Lillsjön (Resele socken, Ångermanland)
Lillsjön är en sjö i Sollefteå kommun i Ångermanland och ingår i Ångermanälvens huvudavrinningsområde.